# Cyatheaceae
Cyatheaceae Kaulf. è una famiglia di felci dell'ordine Cyatheales che raggruppa tra le più grandi felci arboree al mondo, alcune delle quali possono raggiungere i 25-30 m di altezza, come in Nuova Caledonia o sull'isola Norfolk.
Era una famiglia abbondante alla fine del Giurassico.

## Tassonomia
La famiglia comprende i seguenti generi:
- Alsophila R.Br.
- Cyathea Sm.
- Sphaeropteris Bernh.